# Операција Рибецал (1945)
За другу истоимену операцију види Операција Рибецал
Операција Рибецал (Рибецал или Крконош, митско биће) је била војна операција Вермахта против Југословенске армије у Словенији, на подручју Трновског гозда. Вођена је, у три фазе, од 7. фебруара до 6. марта 1945. године.
Окупатор је за ову офанзиву у Словенију привукао још једну дивизију, те уз њезину помоћ одбацио снаге Југословенске армије са Трновске планоте. Но, због неуспелог покушаја да разбију снаге 9. корпуса ЈА у операцији »Рибецал«, Рибецал « и »Рибецал III«, Немци су током марта извели нову офанзиву »Винтеренде«.

## Позадина
Други светски рат се све више приближавао свом завршетку. На источном и западном фронту већ се ратовало на немачкој територији, а совјетске трупе у Мађарској нису биле више далеко од словеначке територије у Прекомурју. Сремски фронт се још држао, али се главнина 4. југословенске армије већ борила близу Ријеке. Међутим, ситуација у Словеначком приморју била је све тежа. Окупатор је у жељи да ту територију припреми за одбрану од Енглеза, Американаца, Руса и 4. армије свим снагама настојао да 9. корпус НОВЈ уништи или бар разбије.

## Ангажоване снаге
Операција „Рибецал" је започела са снагама од око 3.500 људи у својој првој етапи, док је у операцији »Рибецал « узело учешћа око 7.000 осовинских војника.
За операцију Рибецал  су ангажоване следеће снаге: 11. и 12. чета 10. СС-полицијског пука, 2. батаљон 10. СС-полицијског пука без једне чете, ојач. 3. батаљон 15. СС-полицијског пука, пуковске јединице 10. СС-полицијског пука без батерије топова, 1 чета СС-полицијског пука »Боцен«, делови 1. словеначког јуришног пука, делови 182. полицијског брдске чете за везу, Служба безбедности: акцијске команде. Накнадно потчињени су: 2 батаљона Српског добровољачког корпуса, 1 батаљона Кавказаца. У акцији против 30. дивизије НОВЈ првенствено је био заступљен 730. пешадијски пук 710. немачке пешадијске дивизије дислоциране око италијанског града Палманова.

## Ток операције

### Рибецал
Операција „Рибецал" је, са снагама од око 3.500 људи у својој првој етапи, од 7. до 11. фебруара, захватила Трновски гозд и подручје северно од цесте Горица — Ајдовшчина — Постојна и устремила се против јединица 30. дивизије с циљем да се уједно униште партизанска складишта, базе и болнице. У исто време друге снаге непријатеља су дејствовале у Горишким Брдима и Бенешкој Словенији, док је један немачки полицијски пук вршио притисак на 31. дивизију у Горењској.
Упркос тешким зимским условима бригаде 30. дивизије НОВЈ су успешно одолевале нападачима, повлачећи се дубље у унутрашњост слободне територије и искориштавајући сваку могућност за противнападе. Окупаторске снаге су у офанзиви успеле да делимично разбију италијанску 20. тршћанску ударну бригаду „Гарибалди" и открију једно корпусно скривено складиште.
У другом делу операције "Рибецал" окупатор је имао за циљ да претражи висораван Војско и долину реке Белце. Претражио је и западни део Трновског гозда. У шумској вртачи западно од села Локве пронашао је корпусне бараке и запалио их, али није успео да разбије ниједну јединицу 30. дивизије. У време тих операција две партизанске бригаде дејствовале су у Випавској долини и на Красу против Динарске четничке дивизије и чак у близини Горице на подручју Ренче — Фајтји хриб. На сличан начин су оперисали и батаљони Оперативног штаба за западну Приморску, распоређени у Горишким Брдима, Бенешкој Словенији, на Толминском и у Резији. 4. батаљон 18. бригаде „базовичке" у словеначкој Истри и Бркинима те широко распоређене чете и батаљони 2. бригаде Народне одбране.
У Горењској се почетком фебруара 1945. развила борба за Железнике. Када су окупаторске снаге 7. фебруара заузеле то село и почеле утврђивати ново упориште у Св. Крижу код Калиша, опасно је био угрожен пут дотура којим је корпус добивао намирнице из долине Саве. Те борбе су биле увод у ширу непријатељску потеру на подручју између долина Пољанске и Селшке Соре, пре свега ради пљачке и паљења, што је имало исти циљ — онемогућити снабдевање. Због неповољних зимских услова непријатељске снаге су се брзо вратиле у упоришта. У међувремену је 30. дивизија прешла у противакцију. Док су јединице немачке 188. резервне брдске дивизије претраживале Крас и Випавску долину од југа према северу, бригаде су напале запречну линију дуж комуникације Горица — Ајдовшчина — Раздрто и упориште Табор код Црнића. Упориште је заузето и заплењен топ 45 мм, а борба се развила од Ћрнича до Ајдовшчине.
За продужетак акције чишћења Трновског гозда под називом „Рибецал III" је био формиран Штаб „Лав”, чији је командант био СС вођа и генерал-лајтнант Одило Глобочник.
Немачки штаб за борбу против партизана у операционој зони „Јадранско приморје", прикупивши око 6.000 војника, 3. марта је отпочео операцију „Рибецал III", како би коначно одбацио 30. дивизију од цесте Горица — Постојна и по могућности је уништио. Словенске бригаде су пружиле снажан отпор на прилазима у Трновски гозд код Трнова, на Отлици и Предмеји, повлачећи се са линије на линију. Две бригаде 30. дивизије морале су, приликом извлачења из обруча у Трновском гозду, преданити у стеновитој падини сутјеске речице Требуше да би се следеће ноћи пребациле на висораван Војско. Њихово извлачење су штитиле друге две бригаде нападом на непријатеља у Горењој Требуши. После напуштања одбране Трновског гозда од стране 30. дивизије, непријатељ је запосео преостала, још непопаљена насеља на том подручју, али је дивизија тиме ипак одбранила главни део слободне територије.

## Исход
Након завршене операције, командант СС и полиције у оперативној зони Јадранско приморје Одило Глобочник 6. марта закључује:
Акцијом »Рибецал « бандитске јединице су истиснуте из Випавске долине и Трновског гозда. Мање појединачне групе су пустиле да наше трупе пређу изнад њих и према разним извештајима још се налазе у горњем подручју.
По завршеној акцији „Рибецал III" окупатор је, у циљу обезбеђења Трновске висоравни, успоставио на том подручју нова упоришта.

## Повезано
- Списак осовинских операција у Југославији
- Оперативна зона Јадранско приморје